# Vossloh G 12
A Vossloh G 12 négytengelyes dízel-hidraulikus tolatómozdony, a MaK G 1205 utódja, melyet a Vossloh Locomotives gyártott nehéz terhelésű tolatási és könnyű terhelésű fővonali szolgálatra. A mozdony 2010-ben épült. A mozdony a német járműnyilvántartásban a 92 80 4120-as számot viseli. Vossloh DE 12 néven dízel-elektromos változata is készült, az sikeresebbnek bizonyult, összesen 13 példányt gyártottak belőle.

## Története
A G 12 egyetlen példánya a MaK G 1205 továbbfejlesztéseként, 2010-ben készült a Vossloh Locomotives kieli üzemében. Elődjéhez képest az új mozdony az átjárhatósági műszaki előírásoknak megfelelően készült.
A Vossloh a dízel-hidraulikus G 12 mellett DE 12 név alatt egy dízel-elektromos verziót is piacra dobott. A G 12-t a 2010-es InnoTrans szakrendezvényen mutatták be. A mozdony a MaK/Vossloh ötödik generációs platformjának tagja, így megfelel az új vasúti előírásoknak. A vállalat új típusjelölési rendszerében a hajtás típusát jelző betűkód után (a „G” a „gellenkwellenantrieb“ (kardántengely-hajtás) rövidítése) a motorteljesítmény nincs kiírva teljesen, hanem annak egy százada van feltüntetve.
A Vossloh a G 12 külső megjelenésének megtervezésével, a G 18-cal, illetve a DE 12-vel és a DE 18-cal egyetemben a müller/romca Industrial Design Kiel tervezőirodát bízta meg a „tervezz egy mozdonyt, amely nem úgy néz ki, mintha tervezték volna” jelmondat alapján. A dizájn 2011-ben elnyerte az iF Product Design Award termékdizájndíjat.

## Technológia
A G 12 sorozat konstrukcióját a DB V 90 sorozat mintájára nehéz terhelésű tolatási és könnyű terhelésű vonali üzemre tervezték. A Vossloh a korábbi gépeinél bevált konstrukciót a legújabb európai szabványok elvei szerint dolgozta át. A mozdony vázát és felépítményét az EN 15227-es törésbiztonsági szabvány szerint tervezték, így baleset esetén nagyobb biztonságot nyújtanak a mozdony személyzetének.
A mozdonyba az MTU 8V 4000 R43(L) típusú, nyolchengeres, négyütemű dízelmotorját építették be. Ezt a motort az EU Stage IIIA károsanyag-kibocsátási szabványnak megfelelően tervezték. A mozdonyt úgy alakították ki, hogy a kipufogógáz-kibocsátás csökkentése érdekében utólagosan részecskeszűrő is beépíthető legyen.
A teljesítményt hidraulikus hajtómű továbbítja a kerekekre, melyek tárcsafékekkel vannak felszerelve.

## Üzemeltetők
A sorozat egyetlen példánya 2010-ben készült el, és az InnoTrans kiállításon mutatták be. 2014-ben másodszor is ott volt a vásáron. A mozdonyt 2015-ben a Spitzke Logistik, majd két másik vasúti építőipari vállalat használta bérleti alapon. A mozdonyt 2017-ben megvásárolta a KAF SigBahnTec GmbH, azóta az a 92 80 4120 001−7 D−KAF UIC-pályaszámot viseli.

## Galéria

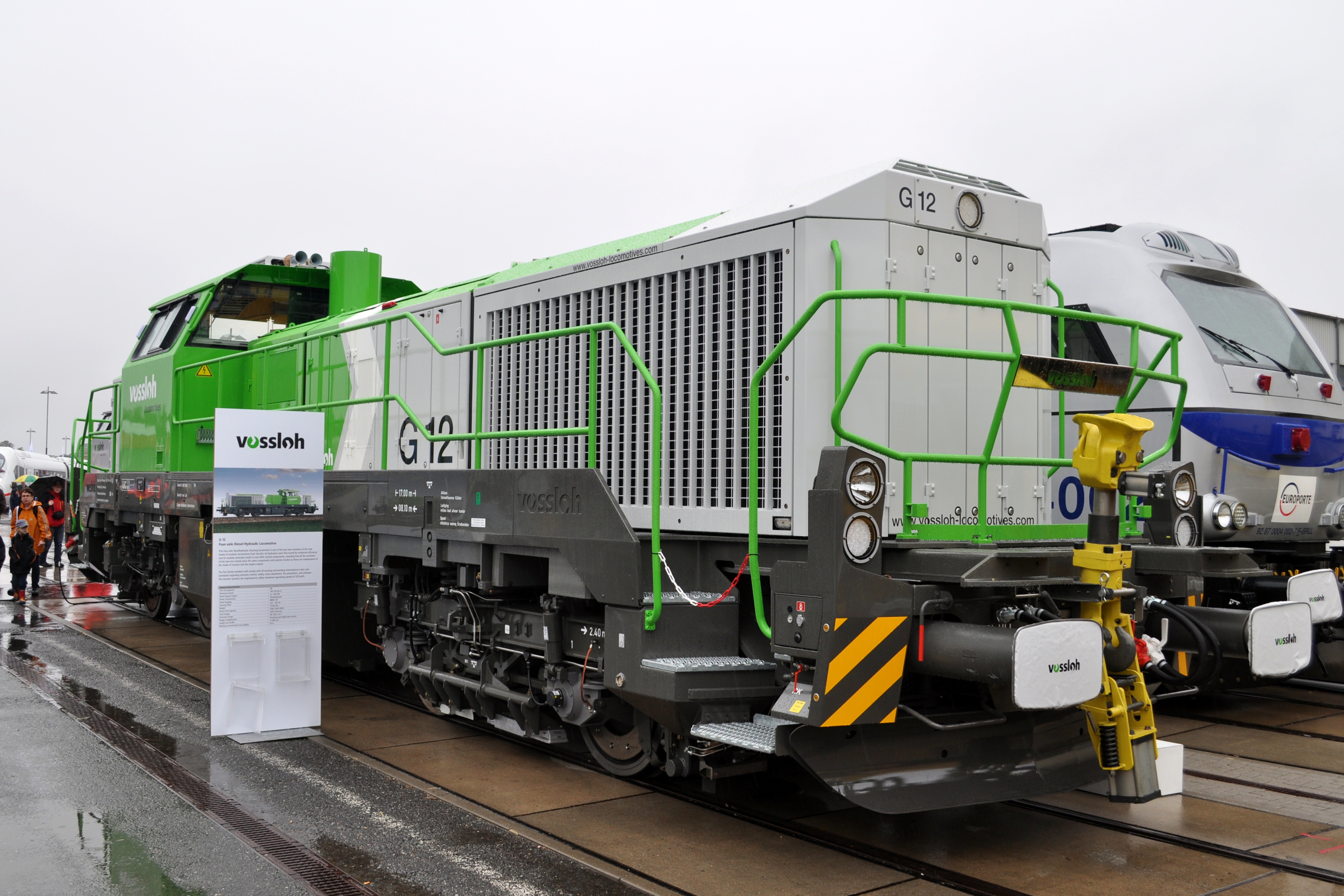
A mozdony a 2010-es berlini InnoTranson
A mozdony a Spitzke állományában Moersnél

## Fordítás
- Ez a szócikk részben vagy egészben  a   Vossloh G 12 című német Wikipédia-szócikk ezen változatának fordításán alapul.  Az eredeti cikk szerkesztőit annak laptörténete sorolja fel. Ez a jelzés csupán a megfogalmazás eredetét és a szerzői jogokat jelzi, nem szolgál a cikkben szereplő információk forrásmegjelöléseként.